# ヌエヴァ・エシハ州
ヌエヴァ・エシハ州（ヌエヴァ・エシハしゅう、Province of Nueva Ecija）は、フィリピン北部ルソン島の州である。中部ルソン地方（Central Luzon, Region III）に属している。東部にアウロラ州、南部にブラカン州、南西部にパンパンガ州、西部にタルラック州、北西部にイロコス地方のパンガシナン州、北部にカガヤン・バレー地方のヌエヴァ・ヴィスカヤ州と接する内陸州である。面積は5,284.3km2、人口は2,151,461人（2015年）、州都はパラヤン（Palayan）であるが、最大の都市はカバナトゥアン（Cabanatuan）である。
同州にはフィリピン最大の基地である、フォートマグサイサイがある。2023年4月現在、米軍はフォートマグサイサイに指揮所・備蓄倉庫を建設予定である。

## 交通
マニラ首都圏から終点カバナトゥアン行きの長距離バスが随時運行している。5時間ほど。冷房バスと冷房無しのバスがある。